# 国際地球観測協力年
国際地球観測協力年（こくさいちきゅうかんそくきょうりょくねん、International Geophysical Cooperation Year）は、1957年7月1日から1958年12月31日まで続いた国際科学研究プロジェクトである国際地球観測年（IGY）の続きに当たる、全地球的な国際観測プロジェクト。

## 解説
1959年1月1日から12月31日までの1年間が設定された。略称はIGC。IGYが有効であったことから、国際学術連合会議（ICSU、現：国際科学会議）がIGYの計画を延長して実行した。